# Dominik Sokół
Dominik Sokół (ur. 16 maja 1999 w Iłży) – polski piłkarz, występujący na pozycji cofniętego lub środkowego napastnika w polskim klubie Znicz Pruszków. 
Wychowanek radomskich klubów: Radomiaka, Legionu i Broni, w trakcie sportowej kariery występował także w GKS Jastrzębie, Elanie Toruń i Tatranie Preszów. Z Radomiakiem wywalczył w 2019 awans do I ligi, a dwa lata później do Ekstraklasy. Jednokrotny reprezentant Polski U-21 (2019).

## Kariera klubowa
Zaczynał w MSPN Radomiak, następnie trenował w Legionie Radom. W wieku 12 lat przeszedł do Broni Radom. W drużynie seniorów zadebiutował w maju 2016, w meczu wyjazdowym z Legią II Warszawa w III lidze. W styczniu 2017 przeszedł do Radomiaka, ale rundę wiosenną spędził na wypożyczeniu do LKS-u Promna. Następnie, wypożyczano go również do Elany Toruń, GKS Jastrzebie i Tatrana Preszów.
W sezonie 2022/2023 będąc zawodnikiem Tatrana Preszów brał udział w barażach o awans do słowackiej I ligi, które przegrał 1:3 w dwumeczu z FC ViOn Zlaté Moravce.

## Kariera reprezentacyjna
21 marca 2019 w wygranym meczu towarzyskim 4:1 z Japonią zadebiutował w reprezentacji Polski U-21, zmieniając w 84 minucie Dominika Steczyka. Znalazł się również w szerokiej kadrze trenera Jacka Magiery na Mistrzostwa Świata U-20 2019.

## Statystyki
stan na 11 stycznia 2022
| Klub           | Sezon     | Liga        | Liga  | Liga | Puchar | Puchar | Suma  | Suma | Suma |
| Klub           | Sezon     | Poziom      | Mecze | Gole | Mecze  | Gole   | Mecze | Gole |      |
| -------------- | --------- | ----------- | ----- | ---- | ------ | ------ | ----- | ---- | ---- |
| Radomiak Radom | 2021/2022 | Ekstraklasa | 15    | 1    | 1      | 0      | 16    | 1    |      |

## Osiągnięcia

### Radomiak Radom
- Mistrzostwo I ligi: 2020/2021
- Mistrzostwo II ligi: 2018/2019